# CHM
CHM (Microsoft Compiled HTML Help) je format arhiviranja online help fajlova na način na koji isti postaju lokalno pretraživi na računaru koji nije povezan na internet. Format je 1997. godine u upotrebu uvela firma Majkrosoft, a format je nasledio dotadašnji WinHelp, prisutan u sistemima Windows 9x.
Najavljuje se da će za Windows Vistu biti razvijen novi fromat iako je prethodno planirano da ovaj format bude standard i u ovoj verziji Windows-a.

## Spoljašnje veze
- GNU Savannah Unofficial HTML Help Specification
- HTML Help Web Page on MSDN
- Microsoft Help 2 Reference (part of Visual Studio SDK for VS7.1 and VS8.0)
- History of HTML Help
- Chmox Reader for the Mac OS X platform
- chmview
- xchm, cross-platform GUI front-end to chmlib
- A Qt/KDE based viewer of CHM files
- Typical solutions for problems with accessing and displaying CHM files Архивирано на веб-сајту  (31. октобар 2007)
- A free, open CHM to PDF converter for Linux/Unix
- GnoCHM is a CHM file viewer for Gnome Linux.
- Help Explorer Viewer and Help Explorer Server for viewing of different compiled help file formats and publishing on the Web.